# Renault Frégate
La Frégate era un'autovettura di fascia alta prodotta tra il 1951 ed il 1960 dalla Casa automobilistica francese Renault.

## Storia

### Genesi e debutto
La genesi della Frégate va fatta risalire addirittura all'inverno del 1940, con la Seconda Guerra Mondiale che già da qualche mese stava facendo conoscere i propri orrori all'Europa e al mondo intero. Fu proprio in quel periodo assai difficile che il direttivo della Renault cominciò a preparare il programma relativo alla produzione post-bellica. Per inciso, fu proprio in seguito agli sviluppi successivi di tale programma che vennero realizzati di nascosto dalle forze naziste i primi prototipi relativi alla nuova "piccola" di Casa, ossia la 4CV, che poi sarebbe stata immessa nel mercato non molto tempo dopo la fine della guerra. Per quanto riguarda invece le fasce superiori di mercato le cose furono molto più articolate. La prima versione del famoso programma di produzione post-bellico, stilata nel 1940, parlò di ben tre modelli di fascia alta, uno con motore da 2 litri (progetto 107E), uno con motore da 2.4 litri (progetto 104E) ed uno con motore di cilindrata ancora superiore (progetto 105E), che avrebbe dovuto sostituire la Vivasport. Si trattò di un progetto ambizioso che non tenne conto in alcun modo dei futuri sviluppi del conflitto, tantomeno del fatto che lo stabilimento Renault avrebbe conosciuto ben tre bombardamenti alleati. Per quanto riguarda il modello 107E, anch'esso fu sviluppato in totale segretezza, così come il suo motore, per la prima volta a valvole in testa. Intanto, mentre la guerra infuriava e si sviluppava coinvolgendo altre nazioni e prolungandosi nel tempo, Louis Renault si consultò con i suoi collaboratori per avere più pareri possibile sull'impronta da dare alla produzione di automobili. Poche settimane dopo la liberazione di Parigi, nel settembre 1944, Louis Renault, accusato di collaborazionismo, fu incarcerato senza processo e morì soffrendo dopo poche settimane. L'azienda venne espropriata alla famiglia Renault e nazionalizzata, diventando una "Régie" cioè un ente pubblico. Presidente-amministratore fu nominato Pierre Lefaucheux, in carica dalla fine del 1944.
Circa un anno dopo, il 9 novembre 1945, a conflitto ormai cessato, il presidente della Régie Nationale des Usines Renault (rimasta orfana del suo fondatore) decise in via definitiva che la produzione avrebbe riguardato prevalentemente la 4CV, più economica e più adatta alle ristrettezze post-belliche. Oltre ad essa, sarebbe rimasta in listino anche la Juvaquatre, posta un gradino più in alto. E le vetture di fascia alta? Ovviamente non vi sarebbe stato spazio che per una sola di esse, le altre non avrebbero avuto ragione di essere in un periodo di ricostruzione e di pesanti situazioni economiche per tutti, aziende e privati. Fu mantenuto solo il progetto 107E, quello relativo alla vettura con motore da 2 litri o comunque classificabile come un 11 cavalli fiscali secondo il fisco francese. Tale modello avrebbe oltretutto dato battaglia alla Citroën, che prima della guerra aveva raccolto consensi notevoli con la sua Traction Avant. Si giunse intanto al 1947 e la carrozzeria prevista per la 107E (che assomigliava ad una 4CV in versione ingigantita) fu ritenuta ormai troppo poco attuale. Per questo, il progetto 107E fu abortito in favore del progetto 108E: sull'onda del successo ottenuto dalla 4CV si pensò di realizzare una grossa berlina a motore posteriore e trazione al retrotreno. Il progetto fu portato avanti da Fernand Picard, che proprio in quel periodo andò a sostituire Edmond Serre nel ruolo di direttore tecnico. Il motore fu lo stesso del progetto 107E, ma adattato per essere montato nel cofano posteriore, dove furono ricavate delle feritoie di raffreddamento. Il motore non fu esente da pecche già rilevate in fase di progettazione durante la guerra, pecche che ne avrebbero limitato le prestazioni. Tuttavia, per ovviare a tali limiti, Picard scelse di realizzare una vettura dalla massa ridotta ed in grado di trasportare sei persone a 130 orari. Per questo, la 108E fu caratterizzata da una linea estremamente aerodinamica e da un peso contenuto in appena 930 kg. Le prestazioni registrate furono ottime, ma il motore fu soggetto a surriscaldamento e a poco servirono le prese d'aria successivamente ricavate nei parafanghi posteriori, che oltretutto andarono anche a "sporcare" la linea della vettura. Inoltre, la presenza del motore in posizione posteriore centrale sottrasse spazio all'abitacolo, per cui anche l'abitabilità si rivelò inadeguata. Alla fine dei conti, anche il progetto 108E fu abbandonato e al suo posto venne invece avviato il progetto 110, che beneficiò degli aspetti più riusciti del progetto precedente, vale a dire la trazione posteriore e la meccanica telaistica che tanto aveva impressionato per le ottime doti di tenuta di strada che permetteva. Le soluzioni mantenute ebbero l'effetto di risparmiare sui costi, ma anche sui tempi, visto che la vettura avrebbe dovuto essere lanciata alla fine del 1951. Nel frattempo sorse un nuovo interrogativo: dove produrre la vettura? Con l'impianto di Billancourt a regime grazie al successo della 4CV, Pierre Lefaucheux acquistò già nel 1948 un terreno di ben cento ettari a Flins-sur-Seine, su cui venne eretto uno stabilimento esistente ancor oggi. Lì sarebbe stata assemblata la vettura.
Con l'impianto di Flins in fase di costruzione, il progetto 110 evolse e si sviluppò a tempo di record. Siamo a questo punto già alla fine del 1949: per quanto riguarda la carrozzeria, fu il responsabile del design Robert Barthaud a realizzare e firmare in tempi brevissimi le linee della vettura definitiva, lasciando inalterata rispetto al progetto 108E la parte anteriore della vettura, ma ridisegnando la parte posteriore e dando così i natali ad una carrozzeria molto più piacevole e con contenuti stilistici americaneggianti, come usava all'epoca per le vetture prodotte un po' in tutta Europa. Già nel mese di luglio del 1950 il primo prototipo 110 fu condotto per strada per i test relativi a motore e meccanica. Un altro test sul circuito di Linas-Montlhéry fu invece impietoso nel momento in cui la vettura fece registrare una velocità media di 121 km/h portando alla luce le insostenibili carenze del 2 litri a valvole in testa. Questo motore, che comunque si volle mantenere, non poté essere potenziato che di appena 3 CV, passando così dagli originari 55 CV del motore già montato nei prototipi 107E ad appena 58 CV dopo l'ultima rivisitazione. Anche il peso della vettura lamentò un incremento sensibile, sforando i 12 quintali in ordine di marcia. Ma ormai non vi fu più tempo per altre migliorie: si era giunti alla seconda metà del 1950 e la vettura dovette essere finalmente svelata. 

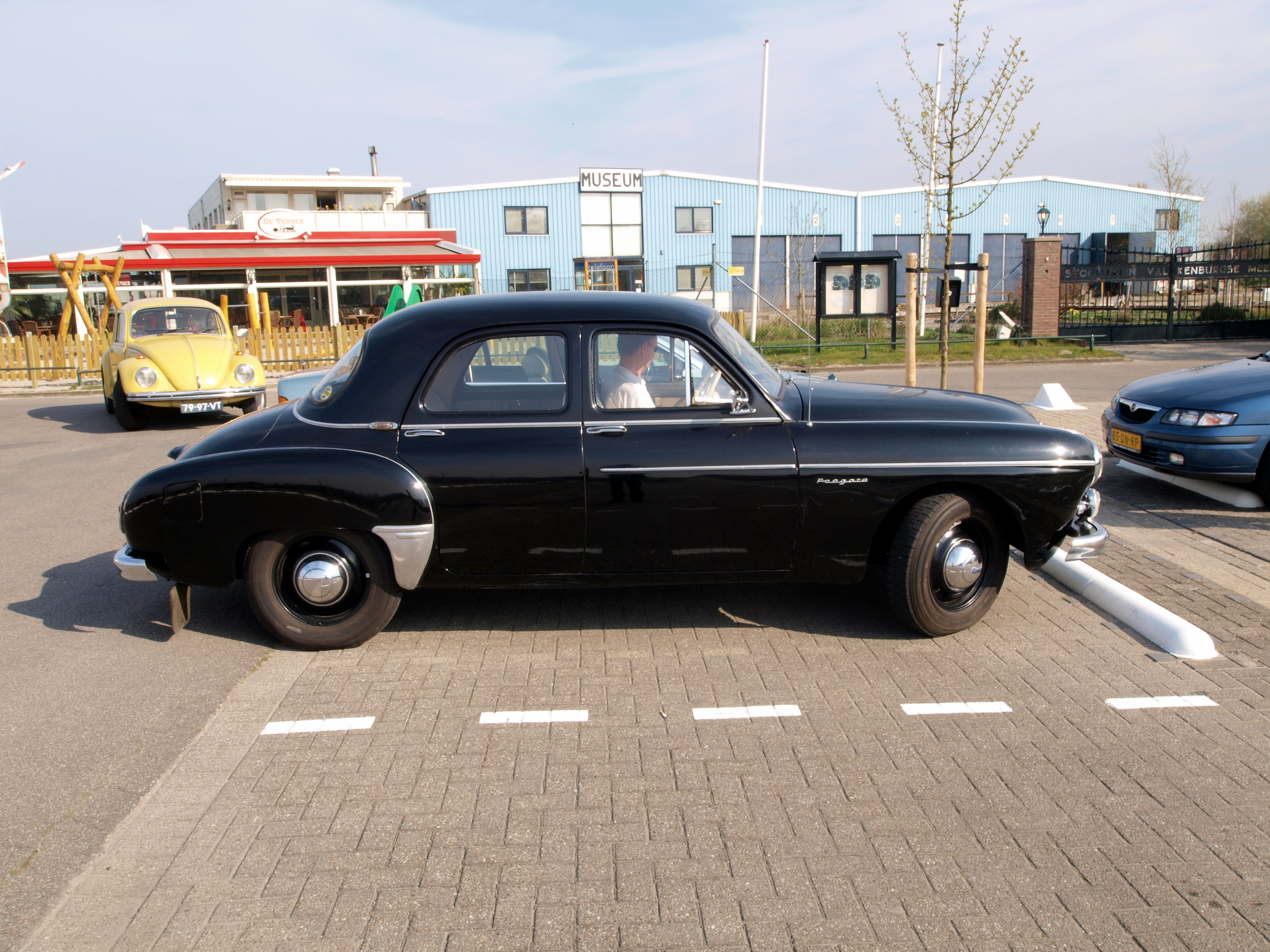
Vista laterale di una delle prime Frégate

In realtà, la presentazione sarebbe avvenuta prematuramente. Non va dimenticato innanzitutto che prima del progetto 110 furono portati avanti altri due progetti, poi abbandonati, il che significò un ingente dispendio di tempo. Inoltre, vi fu una motivazione ben più grave e che andò ben al di fuori del contesto automobilistico. Nel 1950 vi fu infatti lo scoppio della guerra di Corea, che vide coinvolta anche la Francia in qualità di alleato degli Stati Uniti. Il ministro della Difesa, Jules Moch, prospettò a Lefaucheux la possibilità di utilizzare il nuovo stabilimento di Flins per la produzione a scopi bellici. Tale prospettiva mise il numero uno della Régie sui carboni ardenti in quanto ovviamente contrario a tale tipo di produzione. D'altro canto non avrebbe potuto opporsi più di tanto poiché l'azienda apparteneva proprio al governo francese. L'unica possibilità che gli si presentò fu quella di accelerare i tempi per portare la vettura alla presentazione al pubblico e alla stampa, certo che la vettura sarebbe piaciuta, e che gli elogi riscossi da pubblico e stampa avrebbero obbligato il governo francese a non intervenire per modificare l'indirizzo produttivo della fabbrica di Flins. Lefaucheux non sbagliò: la presentazione alla stampa si ebbe il 30 novembre al Palais de Chaillot, mentre per la presentazione al pubblico la cornice scelta fu quella consueta del Salone di Parigi alla fine dello stesso anno. In entrambe le occasioni la vettura raccolse ottimi consensi. In questo modo, Lefaucheux volle anche rimarcare il fatto che la Renault era prima di tutto e sopra ogni cosa una fabbrica di automobili. La denominazione di Frégate, scelta per la nuova vettura, fu decisa sempre nel corso del 1950, dopo che Lefaucheux ebbe sentito le proposte di numerosi collaboratori all'interno dell'azienda.

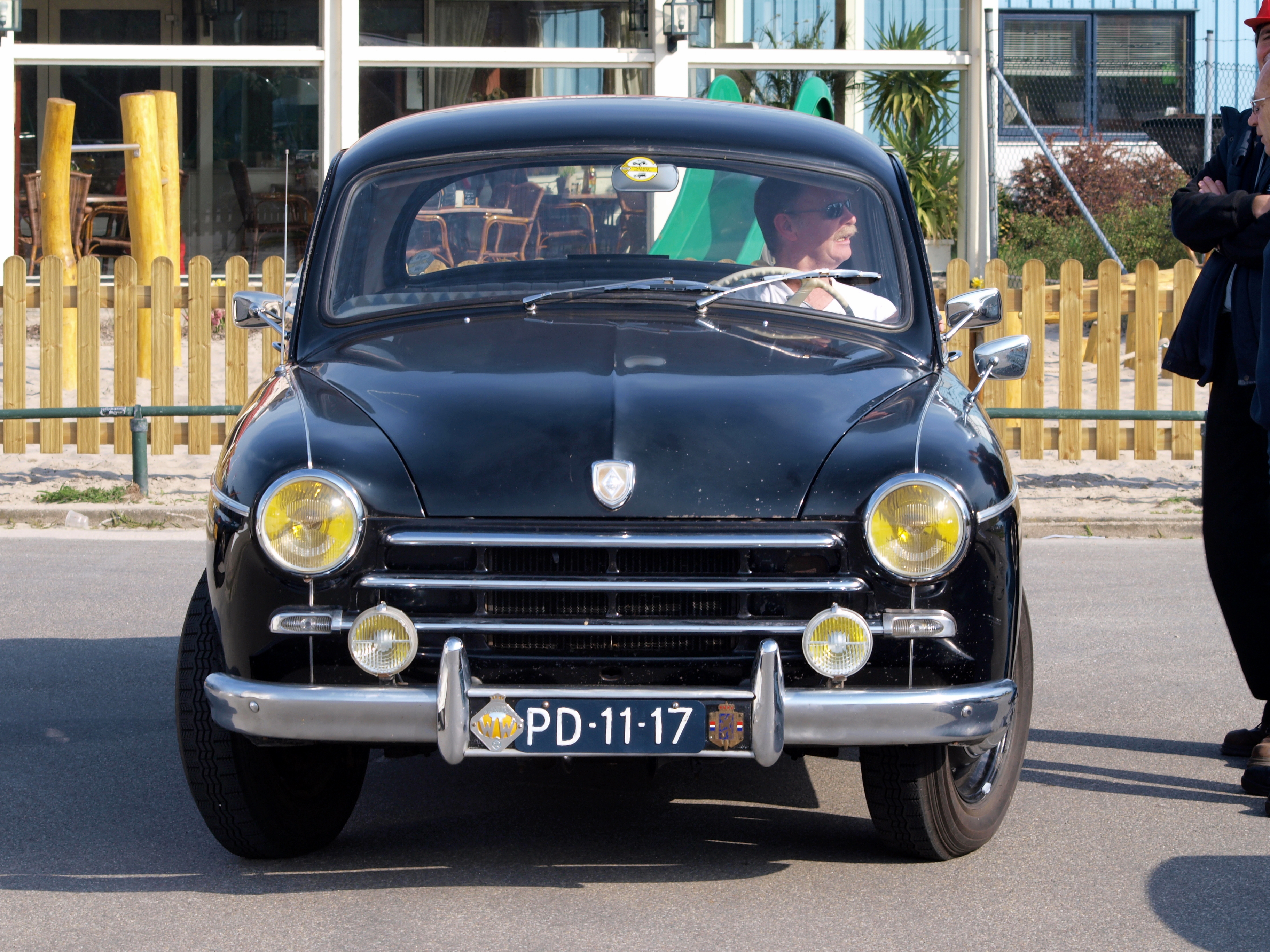

Una volta conclusasi la kermesse di Parigi e chiusi i suoi battenti, però, la Frégate piombò nella latitanza: per lunghi mesi non se ne seppe più nulla, né la stampa specializzata riuscì a perforare il muro di mistero che avvolse la Frégate ed il suo destino commerciale. Ad un certo punto cominciarono anche le derisioni e le battute sarcastiche da parte sia della stampa che del mondo dell'industria automobilistica. In realtà, si decise di mettere nuovamente mano alla vettura per correggere quei difetti di natura tecnica, limiti che prima o poi sarebbero venuti fuori ed avrebbero messo alle strette la Régie. Meglio porre rimedio fin dall'inizio. Quali furono questi difetti? Innanzitutto la tendenza a "mangiare olio" da parte del motore. Inoltre vi furono problemi di maneggevolezza relativi a cambio e volante, mentre il retrotreno era soggetto a vibrazioni che a lungo andare provocavano il distacco dei componenti dalla scocca. Nel frattempo la stampa riuscì a penetrare la grande segretezza nella quale si stavano svolgendo prove e collaudi ed effettuando le migliorie per la Frégate. Tali test, però, non riuscirono a portare notevoli vantaggi alla vettura, che peraltro ormai non poté più attendere oltre, pena il crollo della credibilità della Casa di Billancourt. Per contro, la stampa diffuse i primi articoli relativi alle difficoltà riscontrate dagli specialisti Renault nell'affrontare questi problemi di natura tecnica.
Sia come sia, nell'agosto del 1951 partì la produzione della vettura, che per il primo anno di produzione fu provvisoriamente fissata a Billancourt, dal momento che lo stabilimento di Flins non era stato ancora ultimato. Una seconda presentazione al pubblico si ebbe in autunno, nuovamente al Salone di Parigi, che aprì il 4 ottobre.

#### Design esterno ed interno

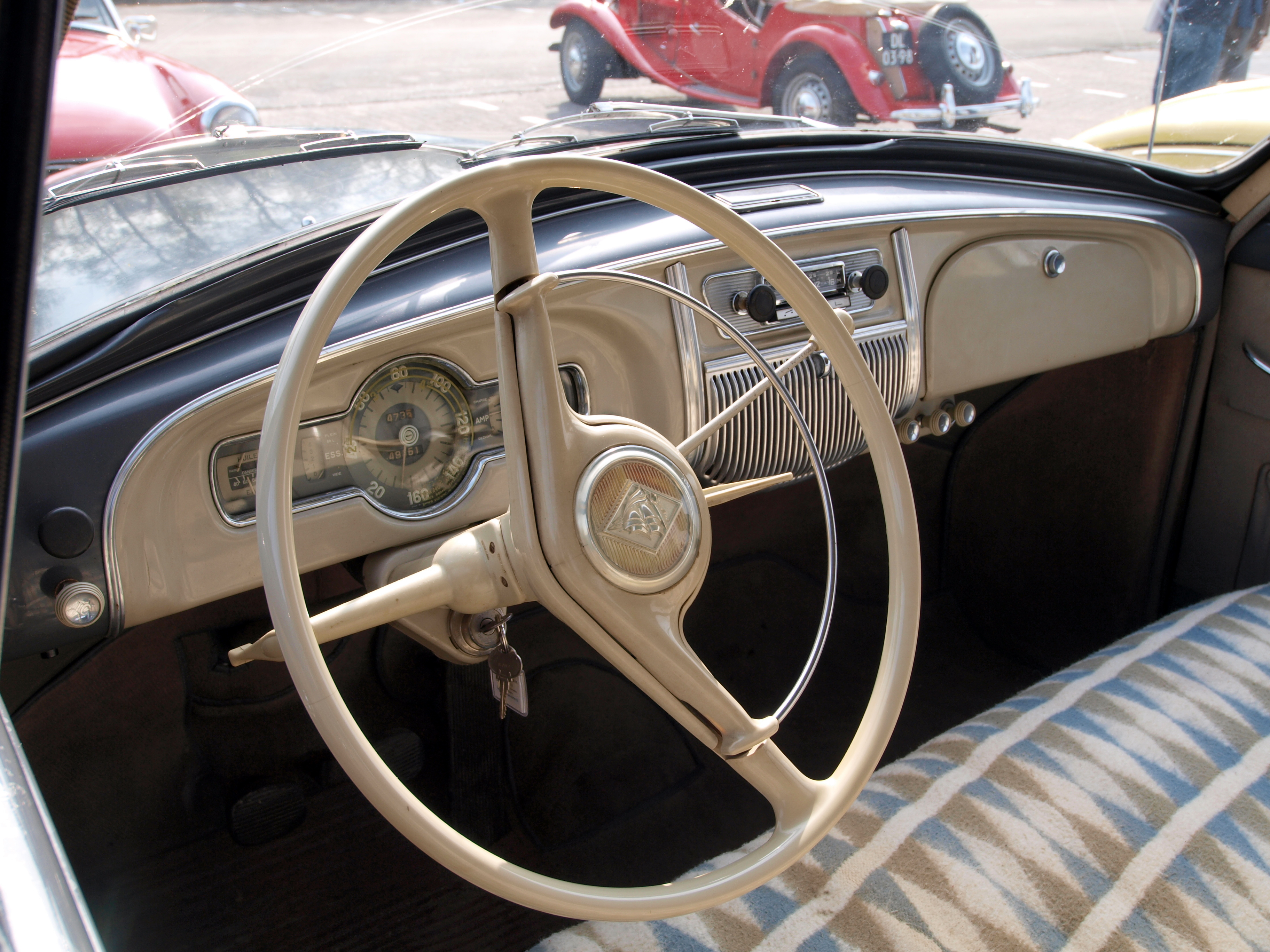
Il posto guida di una Renault Frégate

Effettivamente, se rapportata all'epoca del suo debutto, la Frégate apparve come una vettura dalle linee assai piacevoli. Si è già accennato ai suoi contenuti stilistici di sapore americaneggiante. In effetti, nel disegnare le linee della Frégate, Robert Barthaud parve essersi ispirato alle contemporanee vetture prodotte e commercializzate oltreoceano dalla General Motors, ad esempio le Buick Roadmaster di fine anni quaranta, come si nota dai parafanghi posteriori più sporgenti di quelli anteriori. Tutto sommato, però, la Frégate non propose soluzioni particolarmente audaci e puntò maggiormente su semplicità e fluidità delle linee. Il frontale era caratterizzato da una calandra con tre listelli orizzontali cromati, semplici proiettori tondi e paraurti con rostri. I parafanghi anteriori erano leggermente sporgenti rispetto alla linea del cofano motore: quest'ultimo fu solcato al centro da una nervatura che lo attraversava longitudinalmente fino alla base del parabrezza. La vista laterale denotava l'orientamento stilistico di tipo "ponton" dato alla vettura e visibile nella totale integrazione del parafango anteriore nel corpo vettura. Tale parafango era attraversato da una nervatura che andava a solcare anche la quasi totalità della portiera anteriore. Quello posteriore, come già detto, era leggermente sporgente e lasciava intravedere le sue bombature anche osservando la vettura di coda, dove le estremità di detti parafanghi incorporavano anche i fari posteriori. Bombato anche il disegno del coperchio del vano bagagli, mentre anche il paraurti posteriore era provvisto di rostri.
L'abitacolo della Frégate aveva la particolarità di accostare elementi ricercati come il rivestimento dei sedili in tessuto pregiato ad elementi quasi banali come il montaggio ed il posizionamento di alcuni elementi, non proprio ottimale. Ciò fu dovuto essenzialmente alla stretta derivazione della Frégate presentata a Parigi dal prototipo realizzato appena quattro mesi prima ed all'impossibilità di apportare modifiche consistenti una volta che la Frégate fosse stata presentata al pubblico. In realtà, dalla presentazione alla commercializzazione vi sarebbero stati comunque alcuni ritocchi. Quanto all'abitacolo, esso fu caratterizzato finalmente da quelle doti di abitabilità che furono alla base delle specifiche imposte fin dall'inizio del progetto 107E.

#### Struttura, meccanica e motore

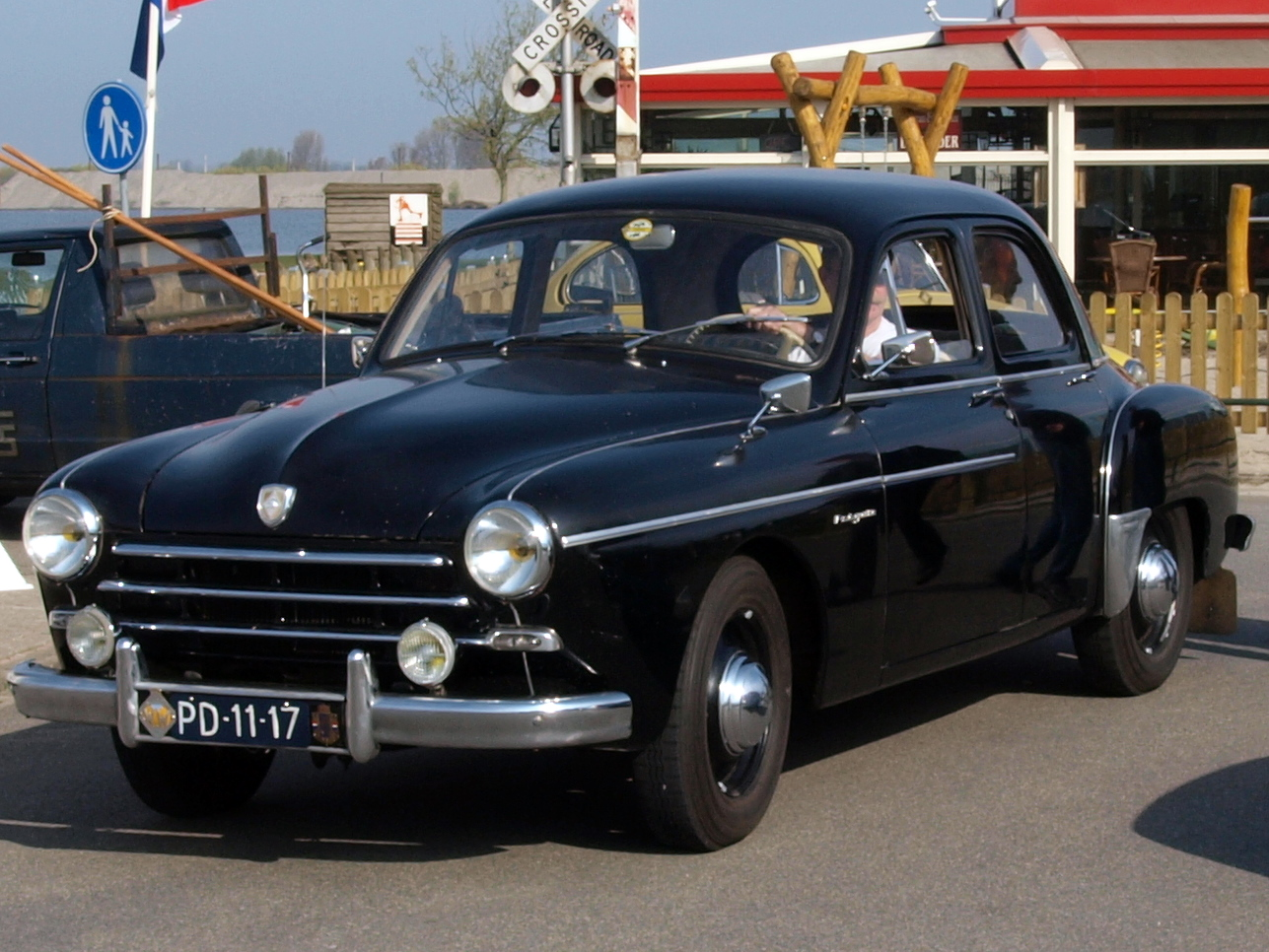
Vista frontale di una Frégate

La struttura della Frégate era a scocca portante, con pannelli ed altri elementi assemblati mediante saldatura. Alcuni, come i pannelli dei parafanghi, erano smontabili. La meccanica telaistica prevedeva sospensioni a ruote indipendenti sui entrambi gli assi, direttamente derivate dal prototipo 108E e accreditate di una tenuta di strada esemplare rispetto agli standard di quegli anni. L'avantreno era a triangoli sovrapposti, mentre il retrotreno era a bracci tirati. Su entrambi gli assi erano presenti molle elicoidali ed ammortizzatori idraulici telescopici. L'unico difetto riscontrato in questa struttura stava nella fragilità degli ammortizzatori. L'impianto frenante, di tipo idraulico, era invece a quattro tamburi, mentre lo sterzo era a cremagliera. Per quanto riguardava il motore, la Frègate rimase fedele alla disposizione longitudinale, universalmente utilizzata in quegli anni. Ma non mancarono le soluzioni originali: allo scopo di ottimizzare lo spazio all'interno dell'abitacolo, il motore fu montato a sbalzo dell'asse anteriore, mentre dalla parte opposta dell'avantreno rimase solo il cambio manuale a 4 marce. Essendo caratterizzata dalla trazione sulle ruote posteriori, la Frégate necessitava ovviamente di un albero di trasmissione, che venne montato in posizione ribassata per contribuire all'ottenimento di un pavimento piatto e quindi di un abitacolo più ampio possibile. Tornando a parlare del motore, la Frégate montò un'unità a 4 cilindri in linea della cilindrata di 1997 cm³ ed in grado di erogare fino a 58 CV di potenza massima e di spingere la vettura fino ad una velocità massima di 130 km/h.

### Evoluzione

#### I primi anni di carriera

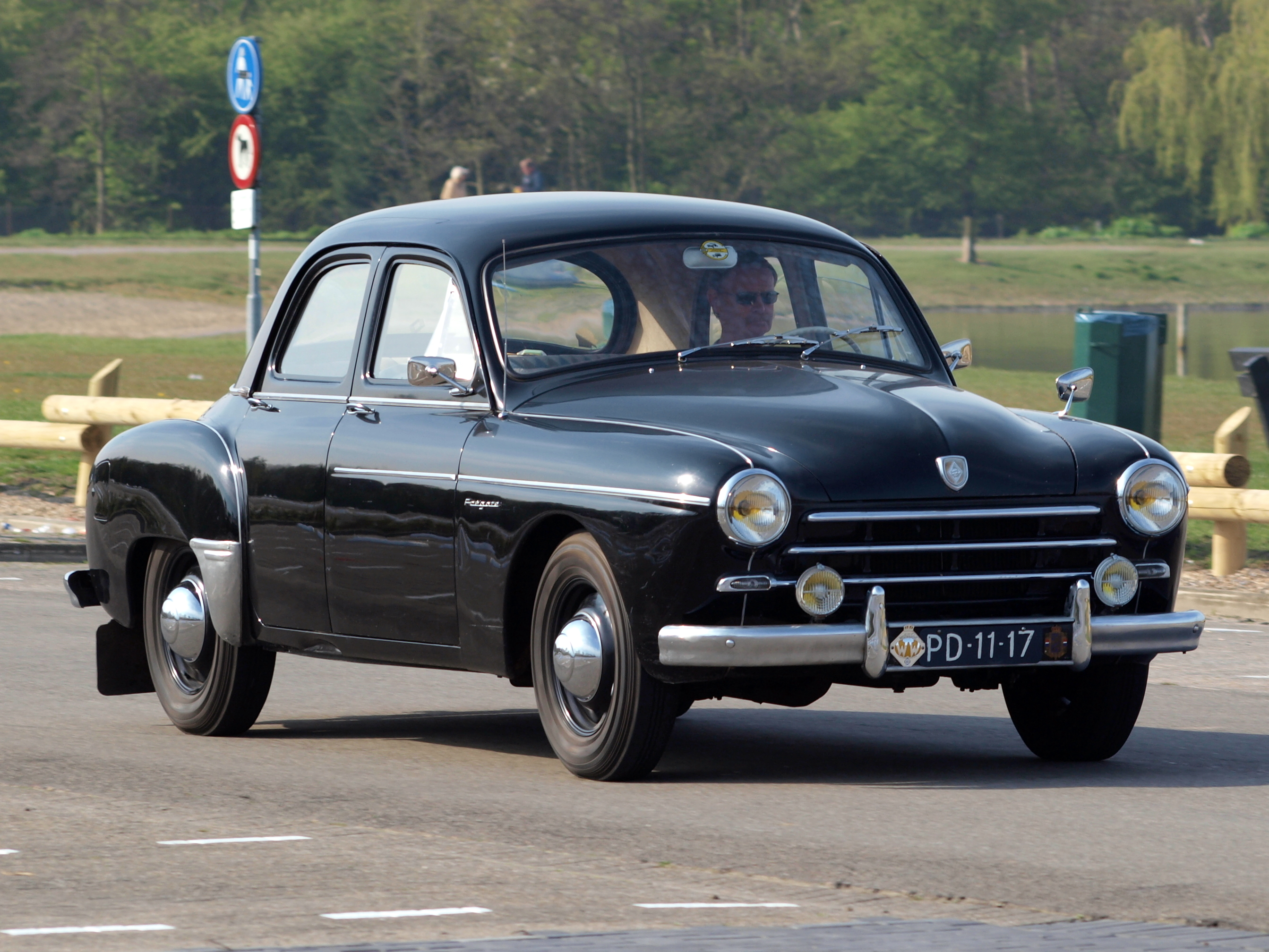

La commercializzazione della Frégate fu avviata all'inizio del mese di novembre del 1951. Al suo debutto, la Frégate fu proposta in un'unica versione ed un unico allestimento: solo in seguito la gamma si sarebbe maggiormente articolata. Rispetto al prototipo presentato l'anno prima vi furono alcune variazioni, come il nuovo cruscotto ridisegnato e gli indicatori di direzione laterali racchiusi in una piccola cornice cromata. Va detto che al contrario di quanto avvenuto l'anno prima, le opinioni relative alla Frégate si divisero stavolta in due grandi correnti. Da una parte, chi rifiutava di comprare una Renault di carattere borghese, orientandosi invece verso altri marchi (forse a causa dei servizi giornalistici della stampa che sicuramente influirono sui giudizi relativi alla vettura), dall'altra chi invece avendo fiducia nelle qualità della Frégate, scoprì tra l'altro che si trattava della più convincente tra le vetture francesi di quella fascia di mercato, se contrapposta alla Ford Vedette e soprattutto alla vetusta Citroën Traction Avant. Alla fine del 1951 furono 333 gli esemplari prodotti, mentre nel solo mese di aprile del 1952 se ne produssero 906. Nello stesso periodo, la gamma si sdoppiò in due livelli di allestimento: Affaires (il più economico) e Grand Luxe (il più ricco). Ben presto, però, arrivarono le lamentele da parte di una clientela che non tardò a scoprire sulla sua pelle le carenze meccaniche della Frégate. Ciò portò gradualmente a guastare la reputazione della vettura.
Nel frattempo si arrivò all'autunno del 1952, e precisamente al 20 ottobre, data in cui venne inaugurato lo stabilimento di Flins. La produzione della Frégate venne quindi finalmente trasferita presso il nuovo impianto. Entro il termine di quell'anno vennero finalmente apportate delle modifiche decisive che risolsero i problemi riscontrati dalla clientela, problemi che tra l'altro rispecchiavano quelli già noti ai tecnici Renault fin dall'inizio. In particolare, fu completamente ridisegnato il retrotreno in maniera tale da non compromettere le ottime doti di tenuta di strada, ma nel contempo atte ad eliminare le fastidiose vibrazioni degli esemplari precedenti. Tali aggiornamenti furono applicati anche negli esemplari già venduti. Il 1952 fu anche l'anno in cui la produzione della Frégate fu avviata anche nello stabilimento belga di Haren, un sobborgo di Bruxelles.
Per rilanciare le vendite, nel gennaio del 1953 furono organizzate le cosiddette Croisières du nouvel an, tre percorsi (verso la Spagna, verso l'Italia e verso la Scandinavia) da affrontare ovviamente a bordo di sei Frégate, due per ogni percorso. Tale impresa ebbe l'effetto di far decollare le vendite, seppur in maniera abbastanza moderata. Nel giugno del 1953 l'allestimento Grand Luxe prese il nome di Amiral e fu caratterizzato da inserti cromati ai parafanghi posteriori e la possibilità di avere con sovrapprezzo un tetto apribile. Qualche mese più tardi, con il nuovo salone di Parigi in dirittura di arrivo, la Renault si rivolse al carrozziere francese Henri Chapron ed all'italiana Ghia per la realizzazione di versioni di nicchia, in particolare la coach Chapron e la cabriolet Ghia, denominata Ondine, un nome che in seguito tornerà per identificare la versione di lusso della Dauphine.
Il 1954 si aprì con un maggior ottimismo presso la Régie, che vide le vendite della Frégate salire fino a livelli più confortanti, anche se inferiori a quanto previsto inizialmente. La cabriolet Ondine venne scartata per gli enormi costi di industrializzazione, ma al suo posto venne commissionata una cabriolet alla carrozzeria Letourneur et Marchand, che sarebbe stata meno onerosa da produrre in quanto avrebbe condiviso molti lamierati con la Frègate berlina. Inoltre, nel gennaio del 1954 partì un'altra iniziativa simile alle tre Croisières du nouvel an dell'anno precedente. Anche qui si ebbe una certa eco dal punto di vista delle vendite che, sebbene ancora non ai livelli previsti in origine, salì leggermente. Il 18 aprile fu festeggiato l'esemplare numero 50.000 della berlina francese. Nello stesso periodo, Pierre Lefaucheux lanciò il progetto relativo ad una variante giardinetta della Frégate, variante che avrebbe dovuto sostituire la sfortunata Colorale. Tale progetto si sarebbe però concretizzato solo un paio di anni dopo.

#### L'aggiornamento di metà carriera

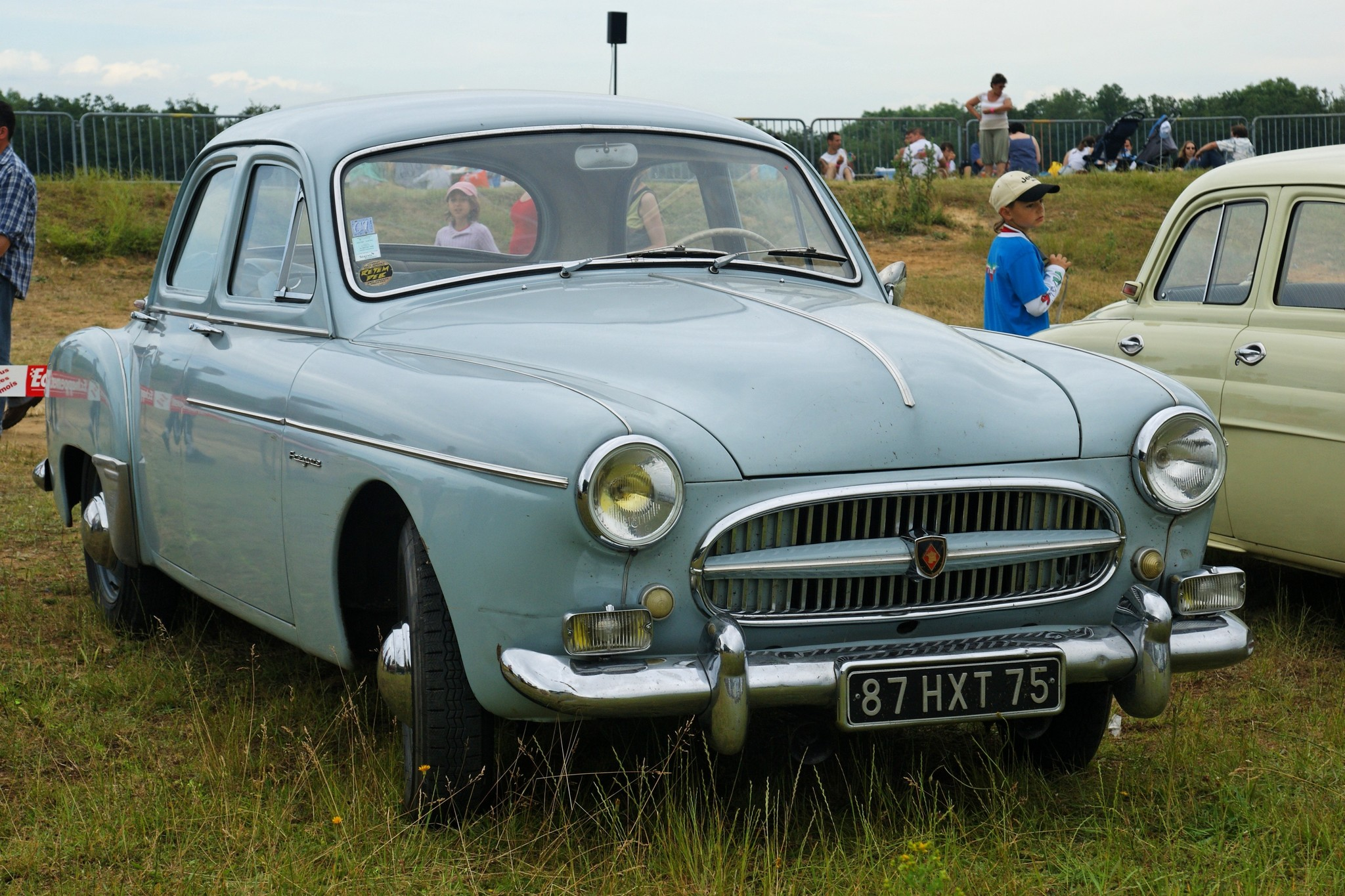
Una Frégate Amiral dopo il restyling del 1955

Nel frattempo si giunse al 1955, anno in cui la Frégate fu sottoposta a quello che oggigiorno verrebbe definito un restyling. Tale aggiornamento fu volto principalmente a differenziare i due livelli di allestimento: nella Amiral la calandra a tre barre cromate fu sostituita da una nuova calandra ovale tagliata orizzontalmente da un'unica barra, sempre orizzontale. La Affaires divenne più semplificata e conservò la vecchia calandra a tre barre. Quanto al motore, vi furono finalmente alcuni aggiornamenti volti ad incrementarne la potenza; il rapporto di compressione passò da 6.6:1 a 7:1 e la potenza massima fu quindi portata a 64 CV, permettendo così di ottenere prestazioni più brillanti, con un allungo massimo passato da 130 a 135 km/h. Purtroppo, però, all'inizio del 1955 ed in particolare l'11 febbraio, Pierre Lefaucheux, appassionato guidatore, morì in un incidente stradale mentre stata recandosi per una conferenza da Parigi a Strasburgo al volante di una Frégate, l'ammiraglia che lui aveva così ardentemente desiderato. La vettura uscì di strada ribaltandosi più volte, e l'alto dirigente rimase ucciso dalla propria valigetta che proiettata in avanti gli spezzò la nuca. In tasca gli fu trovato il biglietto del treno, al quale aveva invece preferito l'automobile. Per questo motivo, la Régie cercò di far passare il fatto sotto la massima discrezione per non far crollare le vendite di una vettura che in realtà aveva sempre trovato molte difficoltà durante la sua carriera e per la quale sarebbe bastato poco per alterare la sua delicata situazione commerciale. In effetti, gli eventi deleteri per la carriera della Frégate si verificarono a raffica nel corso del 1955, e giunsero principalmente dalla concorrenza: la SIMCA con la sua brillante politica commerciale stava riuscendo a far ottenere alla sua Vedette un discreto successo, mentre a Sochaux la Peugeot aveva appena lanciato la 403, non esattamente nello stesso segmento di mercato della Frégate (la 403 montava solo un motore 1.5), ma comunque una valida alternativa alla berlina prodotta a Flins. Ma il colpo più grosso si ebbe nell'autunno di quell'anno, quando al Salone di Parigi fu presentata l'avveniristica Citroën DS, che improvvisamente fece invecchiare tutto il parco auto non solo francese, ma anche europeo. Restò comunque il fatto che il 1955 fu anche l'anno in cui la Frégate totalizzò il maggior numero di esemplari prodotti, 50.560 per la precisione.
Nel 1956 vi furono nuovi aggiornamenti: sul fronte degli allestimenti vi fu l'arrivo della Grand Pavois, nuova versione di punta caratterizzata fra l'altro dalla elegante livrea bicolore e da una dotazione più ricca. La Amiral rimase in listino ma più in ombra per non rubare la scena alla nuova arrivata. Quanto alla Affaires, essa venne sostituita da un nuovo allestimento denominato 2 litres in quanto rimase l'unica versione equipaggiata con la vecchia unità da 1996 cm³. Già, perché per quanto riguarda le versioni più ricche, le novità più consistenti non si ebbero tanto a livello di allestimenti quanto sotto il cofano, dove la cilindrata del motore venne elevata a 2141 cm³ mediante rialesatura dei cilindri. Di conseguenza, anche la potenza massima salì sensibilmente, raggiungendo quota 77 CV. Nello stesso periodo la gamma si estese anche con l'arrivo della Domaine, ossia la versione break.

#### Verso la fine della carriera

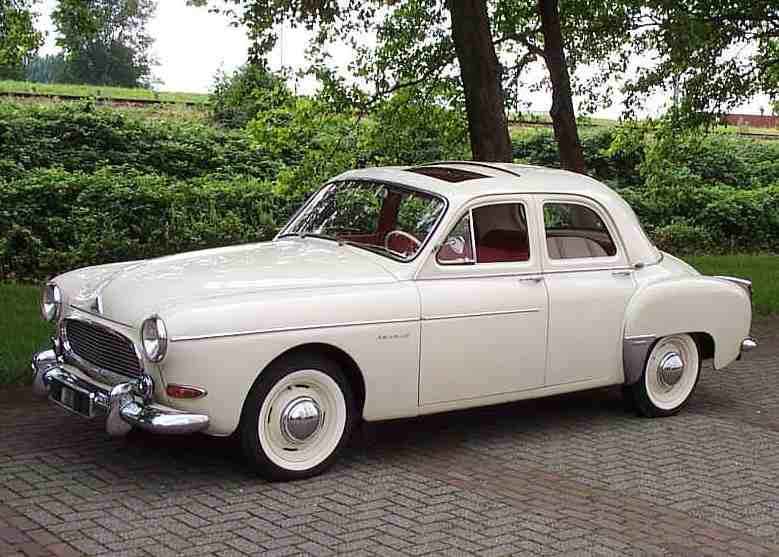
Una Frégate Tranfluide

Nonostante l'ottimismo della dirigenza Renault, le vendite nel 1956 ebbero un crollo assai sensibile, e alla fine di quell'anno fecero registrare appena 20.482 esemplari prodotti, meno della metà dell'anno precedente. Al Salone di Parigi, intanto, la 2 Litres venne ribattezzata Caravelle (anche questo un nome che ritroveremo nella piccola sportivetta biposto di qualche anno dopo). Oltre all'agguerrita concorrenza, a contribuire al crollo delle vendite furono anche altri eventi, come la crisi di Suez che portò a penalizzare le grosse cilindrate, e come il successo della piccola Dauphine, che spinse i vertici Renault ad estendere la produzione anche a Flins, ai danni della Frégate stessa, la cui domanda stava comunque scemando. Tra la fine del 1956 e l'inizio del 1957 la Frégate ricevette un nuovo cambio a 4 marce, più silenzioso del precedente, completamente sincronizzato e con la quarta in presa diretta. Ma oramai le vendite erano in caduta libera: dopo aver valutato la possibilità di esportare la produzione della Frégate e dopo aver constatato la sua infattibilità, il progetto venne soffocato. Alla fine dello stesso anno nacque la Frégate Transfluide, una versione dotata di un cambio automatico a 3 rapporti con convertitore di coppia ma ad attuazione elettromagnetica. Nella sola versione Transfluide, la potenza fu elevata ad 80 CV. Anche così, però, la Transluide denotò quella pigrizia di marcia tipica delle vetture dotate di trasmissione automatica con convertitore di coppia, per cui alla fine neppure tale versione riuscì ad entrare nel cuore dei potenziali clienti, né di coloro che di fatto ne avevano acquistata una.
Nel 1958 la Caravelle uscì dai listini, ma non la Domaine che continuò ad essere commercializzata. L'anno seguente, tutti gli allestimenti rimasti furono cancellati da listino per spazio ad un'unica versione, enomianta semplicemente Frégate e disponibile sia con cambio manuale a 4 marce, sia con cambio Transfluide. Oramai, neppure la Régie credeva più a questa vettura. Ciononostante, si continuarono ad organizzare spedizioni e raid in tutta Europa e non solo (va ricordato il record di percorrenza del tragitto Algeri-Le Cap, coperto in 9 giorni e 18 minuti, tra l'altro battendo il precedente record stabilito da una Delahaye 235), allo scopo di tenere alto l'onore di questa onesta vettura da famiglia. Non solo, ma venne introdotto anche un nuovo modello, denominato Manoir e consistente né più né meno in una Domaine dotata di cambio Transfluide. La Frégate del 1959 fu anche caratterizzata da alcuni aggiornamenti estetic, come la nuova calandra ovale a griglia d'ape senza più alcuna barra cromata, o come i gruppi ottici posteriori dotati di pronunciati inserti cromati simili a pinne.
Gli ultimi mesi di carriera della Frégate furono vissuti nella massima discrezione, senza più novità per un modello che non ebbe mai la fortuna sperata, nonostante vi fossero stati anche degli acuti che avevano fatto ben sperare. L'ultima Frégate uscì dalle linee di montaggio di Flins il 18 aprile 1960. La vettura sarebbe stata in seguito sostituita dalla Renault Rambler, ossia una Rambler Classic costruita nello stabilimento Renault di Haren/Vilvoorde (Belgio), già adibito a suo tempo all'assemblaggio della Frégate.

##### Le Renault Domaine e Manoir

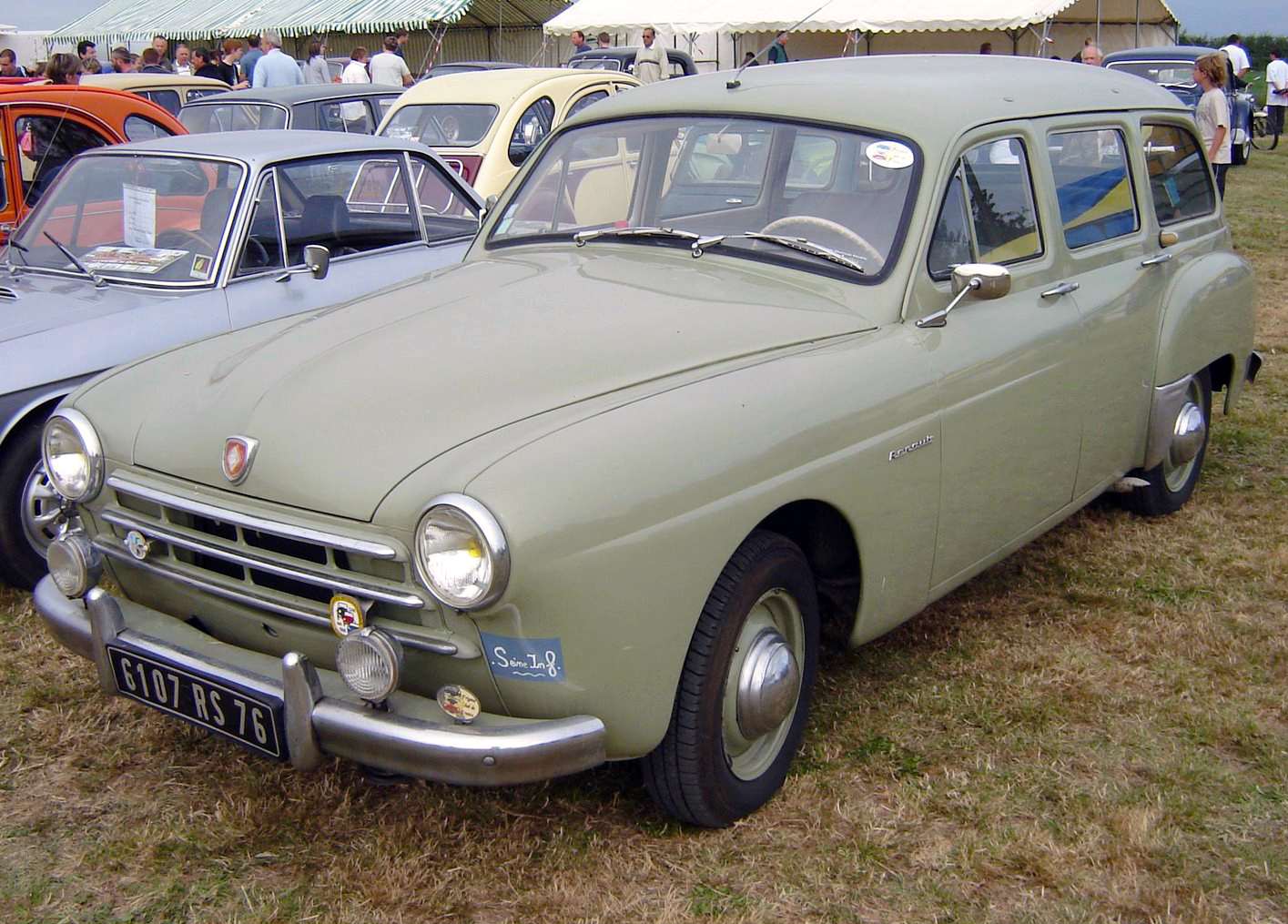
Vista frontale di una Domaine

Già accennata in precedenza, la Domaine esordì nel 1956. Si trattò della versione giardinetta della Frégate, il cui progetto era già stato avviato nel 1954. Tale versione fu pensata per chi utilizzava la vettura a scopi prevalentemente commerciali (artigiani e liberi professionisti in primis), ed aveva lo scopo di sostituire la Colorale, sfortunata dal punto di vista commerciale in quanto troppo in anticipo sui tempi (era di fatto l'antesignana di un moderno crossover SUV, inconcepibile nei primi dieci anni dopo la guerra). Caratterizzata da una portata massima di 600 kg, la Domaine fu proposta in un allestimento analogo a quello della 2 Litres, della quale riprese anche il motore da 64 CV della vecchia Frégate. L'abitacolo era a quattro posti su due file di sedili: ribaltando lo schienale posteriore si poté disporre di un piano di carico di due m². Dal punto di vista tecnico, l'unica differenza tra la Domaine e la Frégate berlina stava nella rapportatura del cambio a 4 marce, più corta nella giardinetta allo scopo di favorire la ripresa della vettura anche nelle situazioni di pieno carico e nei tragitti in salita. La Domaine riscosse inizialmente un certo successo in Francia in quanto praticamente priva di concorrenti durante le battute iniziali della sua carriera commerciale. Ma in seguito, con l'arrivo delle varie 403 Break e ID Break, le vendite crollarono in maniera decisa.
A partire dal 1959, la gamma della giardinetta si estese significativamente nonostante la Frégate fosse già entrata nell'ultimissima fase della sua carriera. Innanzitutto fu introdotta la versione ad 8 posti e come seconda novità vi fu l'arrivo della Manoir, ossia la versione dotata di cambio Transfluide, anch'essa disponibile anche ad 8 posti. Contemporaneamente, tutte le versioni break, indipendentemente dal tipo di trasmissione, videro l'arrivo del motore da 2.1 litri, da 77 CV sulla Domaine e da 80 CV sulla Manoir.
La loro produzione terminò nel 1960, in contemporanea con il resto della gamma Frégate.

### Riepilogo caratteristiche
Di seguito vengono mostrate le caratteristiche relative alle varie versioni comprendenti la gamma della Frégate durante la sua carriera commerciale.
| Renault Frégate (1951-60)                                                                                 |             |                       |                        |                |                |               |                           |                    |              |                       |                        |
| Modello                                                                                                   | Carrozzeria | Motore                | Alesaggio x corsa (mm) | Cilindrata cm³ | Potenza CV/rpm | Coppia Nm/rpm | Cambio/ N°rapporti        | Massa a vuoto (kg) | Velocità max | Commercia- lizzazione | Prezzo al debutto (FF) |
| Frégate                                                                                                   | Berlina     | Type 668-0            | 85x88                  | 1997           | 58/4000        | 131/2300      | Manuale 4 marce           | 1.100              | 130          | 11/1951-04/1952       | 750.000                |
| Frégate Affaires                                                                                          | Berlina     | Type 668-0            | 85x88                  | 1997           | 58/4000        | 131/2300      | Manuale 4 marce           | 1.100              | 130          | 04/1952-12/1954       | 799.300                |
| Frégate Affaires                                                                                          | Berlina     | Type 668-6            | 85x88                  | 1997           | 64/4000        | 131/2600      | Manuale 4 marce           | 1.100              | 135          | 01/1955-10/1955       | -                      |
| Frégate 2 Litres                                                                                          | Berlina     | Type 668-6            | 85x88                  | 1997           | 64/4000        | 131/2600      | Manuale 4 marce           | 1.100              | 135          | 10/1955-09/1956       | 722.500                |
| Frégate Caravelle                                                                                         | Berlina     | Type 668-6            | 85x88                  | 1997           | 64/4000        | 131/2600      | Manuale 4 marce           | 1.100              | 135          | 10/1956-10/1957       | -                      |
| Frégate Grand Luxe                                                                                        | Berlina     | Type 668-0            | 85x88                  | 1997           | 58/4000        | 131/2300      | Manuale 4 marce           | 1.150              | 130          | 04/1952-10/1952       | -                      |
| Frégate Amiral                                                                                            | Berlina     | Type 668-0            | 85x88                  | 1997           | 58/4000        | 131/2300      | Manuale 4 marce           | 1.150              | 130          | 11/1952-12/1954       | 899.000                |
| Frégate Amiral                                                                                            | Berlina     | Type 668-6            | 85x88                  | 1997           | 64/4000        | 131/2600      | Manuale 4 marce           | 1.150              | 135          | 01/1955-10/1955       | 858.000                |
| Frégate Amiral                                                                                            | Berlina     | Type 671-1 "Etendard" | 88x88                  | 2141           | 77/4000        | 164/2200      | Manuale 4 marce           | 1.150              | 135          | 10/1955-02/1959       | -                      |
| Frègate Grand Pavois                                                                                      | Berlina     | Type 671-1 "Etendard" | 88x88                  | 2141           | 77/4000        | 164/2200      | Manuale 4 marce           | 1.150              | 135          | 10/1955-02/1959       | 960.000                |
| Frégate berline                                                                                           | Berlina     | Type 671-1 "Etendard" | 88x88                  | 2141           | 77/4000        | 164/2200      | Manuale 4 marce           | 1.150              | 135          | 02/1959-04/1960       | 926.000                |
| Frégate Transfluide                                                                                       | Berlina     | Type 671-3 "Etendard" | 88x88                  | 2141           | 80/4000        | 169/2500      | Semiautomatico 3 rapporti | -                  | 132          | 10/1957-04/19601      | 1.028.000              |
| Domaine                                                                                                   | Giardinetta | Type 668-6            | 85x88                  | 1996           | 64/4000        | 131/2600      | Manuale 4 marce           | 1.300              | 130          | 10/1956-02/1959       | 874.500                |
| Domaine                                                                                                   | Giardinetta | Type 671-1 "Etendard" | 88x88                  | 2141           | 77/4000        | 164/2200      | Manuale 4 marce           | 1.300              | 130          | 02/1959-04/1960       | 929.600                |
| Manoir | Giardinetta | Type 671-3 "Etendard" | 88x88                  | 2141           | 80/4000        | 169/2500      | Semiautomatico 3 rapporti | -                  | 130          | 02/1959-04/1960       | 1.084.000              |
| Note: 1Fino al 02/1959 in allestimento Grand Pavois, dal 02/1959 solo nel nuovo allestimento semplificato |             |                       |                        |                |                |               |                           |                    |              |                       |                        |